# Frank Whaley
Frank Joseph Whaley (20 de julio de 1963, Siracusa, Nueva York) es un actor de cine y televisión estadounidense. Es conocido por sus papeles secundarios en grandes filmes como Nacido el 4 de Julio, The Doors, Pulp Fiction y por su participación en películas independientes y series de televisión.

## Biografía
Frank Whaley nació en Siracusa, Nueva York, el 20 de julio de 1963. A la edad de 18 años se fue de casa para seguir una carrera cinematográfica. Su hermano mayor, Robert Whaley, inicialmente quería ser actor y Frank empezó a interesarse en la profesión siguiendo los pasos de su hermano. Su hermano también es compositor. Frank aparte de su hermano Robert tiene dos hermanas. Su hermano es el cantante del grupo The Niagaras, y también ha compuesto la música para el debut cinematográfico de Frank, Joe el rey. Frank vive en Nueva York, y uno de sus buenos amigos es el actor Ethan Hawke, al que conoció en el rodaje de En la línea de ataque (A Midnight Clear) de Keith Gordon. Frank fundó una compañía teatral llamada Malaparte, junto con Ethan Hawke, Robert Sean Leonard y Steve Zahn. Está casado con la actriz Heather Bucha. 
Su más reciente colaboración es en Estafadoras de Wall Street (2019), protagonizada y producida por Jennifer Lopez.

## Filmografía

### Cine
| Año  | Título                                                        | Personaje                     | Notas                           |
| ---- | ------------------------------------------------------------- | ----------------------------- | ------------------------------- |
| 1987 | Ironweed                                                      | Joven Francis Phelan          |                                 |
| 1989 | Field of Dreams                                               | Archie Graham                 |                                 |
| 1989 | Little Monsters                                               | Muchacho                      |                                 |
| 1989 | Born on the Fourth of July                                    | Timmy Burns                   |                                 |
| 1990 | The Freshman                                                  | Steve Bushak                  |                                 |
| 1990 | Cold Dog Soup                                                 | Michael Latchmer              |                                 |
| 1991 | The Doors                                                     | Robby Krieger                 |                                 |
| 1991 | Career Opportunities                                          | Jim Dodge                     |                                 |
| 1991 | JFK                                                           | Oswald imposter               | Acreditado en corte de Director |
| 1992 | Back in the U.S.S.R.                                          | Archer Sloan                  |                                 |
| 1992 | A Midnight Clear                                              | Paul Mundy                    |                                 |
| 1992 | Hoffa                                                         | Joven Trucker                 |                                 |
| 1993 | Swing Kids                                                    | Arvid                         |                                 |
| 1994 | Pulp Fiction                                                  | Brett                         |                                 |
| 1994 | Swimming with Sharks                                          | Tipo                          |                                 |
| 1994 | The Desperate Trail                                           | Walter Cooper                 | Directo-a-Vídeo                 |
| 1994 | I.Q.                                                          | Frank                         |                                 |
| 1995 | Homage                                                        | Karchie                       |                                 |
| 1995 | Cafe Society                                                  | Mickey Jelke                  |                                 |
| 1996 | Broken Arrow                                                  | Giles Prentice                |                                 |
| 1996 | The Winner                                                    | Joey                          |                                 |
| 1997 | Retroactive                                                   | Brian                         |                                 |
| 1997 | Glam                                                          | Franky Syde                   |                                 |
| 1997 | Bombshell                                                     | Malcolm Garvey                | Directo-a-Vídeo                 |
| 1998 | Went to Coney Island on a Mission from God... Be Back by Five | Skee-Ball Weasel              |                                 |
| 1998 | It All Came True                                              | Brett Conway                  |                                 |
| 1999 | Joe the King                                                  | Hombre enojado, Bob Owes      | No acreditado                   |
| 2000 | Two Family House                                              | Narrador                      | No acreditado                   |
| 2001 | Pursuit of Happiness                                          | Alan                          |                                 |
| 2001 | The Jimmy Show                                                | Jimmy O'Brien                 |                                 |
| 2001 | Chelsea Walls                                                 | Lynny Barnum                  |                                 |
| 2002 | Red Dragon                                                    | Ralph Mandy                   | No acreditado                   |
| 2003 | A Good Night to Die                                           | Chad                          |                                 |
| 2003 | School of Rock                                                | Director de Batalla de bandas | No acreditado                   |
| 2006 | World Trade Center                                            | Chuck Sereika                 |                                 |
| 2006 | The Hottest State                                             | Harris                        |                                 |
| 2006 | Crazy Eights                                                  | Brent Sykes                   |                                 |
| 2006 | The System Within                                             | Guardia de prisión            |                                 |
| 2007 | Cherry Crush                                                  | Wade Chandling                |                                 |
| 2007 | Vacancy                                                       | Mason                         |                                 |
| 2007 | New York City Serenade                                        | Les                           |                                 |
| 2008 | Drillbit Taylor                                               | Guardaespaldas entrevistados  |                                 |
| 2009 | The Cell 2                                                    | Duncan                        | Directo-a-Vídeo                 |
| 2010 | As Good as Dead                                               | Aaron                         |                                 |
| 2010 | Janie Jones                                                   | Chuck                         |                                 |
| 2013 | Aftermath                                                     | Eric                          |                                 |
| 2014 | Rob the Mob                                                   | Agente Frank Hurd             |                                 |
| 2016 | Cold Moon                                                     | Sheriff Ted Hale              |                                 |
| 2016 | Monster Trucks                                                | Wade Coley                    |                                 |
| 2017 | The Outcasts                                                  | Herb                          |                                 |
| 2017 | Against the Night                                             | Detective Ramsey              |                                 |
| 2018 | Warning Shot                                                  | David                         |                                 |
| 2019 | Hustlers                                                      | Reese                         |                                 |
| 2019 | Wish Man                                                      | Oficial Tom Wells             |                                 |
| 2019 | The Shed                                                      | Bane                          |                                 |

- Luke Cage (2016), Det. Rafael Scarfe
- Thicker (2009) (preproducción): Miles
- Llamada a escena (Curtain Call) (1999): Brett Conway

### Televisión
| Año       | Título                                         | Personaje                         | Notas                                    |
| --------- | ---------------------------------------------- | --------------------------------- | ---------------------------------------- |
| 1987      | Spenser: For Hire                              | Tommy                             | Episodio: "The Road Back"                |
| 1987      | CBS Schoolbreak Special                        | Scott McNichol                    | Episodio: "Soldier Boys"                 |
| 1987      | ABC Afterschool Special                        | Jeff Dillon                       | Episodio: "Seasonal Differences"         |
| 1988      | The Equalizer                                  | Press                             | Episodio: "The Child Broker"             |
| 1988      | Life on the Flipside                           | Sonny Day                         | Piloto                                   |
| 1989      | Unconquered                                    | Arnie Woods                       | Película de televisión                   |
| 1989      | Flying Blind                                   | Joey                              | Película de televisión                   |
| 1993      | Fatal Deception: Mrs. Lee Harvey Oswald        | Lee Harvey Oswald                 | Película de televisión                   |
| 1993      | To Dance with the White Dog                    | James                             | Película de televisión                   |
| 1995      | The Outer Limits                               | Henry Marshall                    | Episodio: "The Conversion"               |
| 1997      | Dead Man's Gun                                 | Cole Ballard                      | Episodio: "My Brother's Keeper           |
| 1997      | Oddville, MTV                                  |                                   | 1 Episodio                               |
| 1998      | The Wall                                       | Bishop                            | Película de televisión                   |
| 1998      | When Trumpets Fade                             | Medic Chamberlain                 | Película de televisión                   |
| 1998-2000 | Buddy Faro                                     | Bob Jones                         | Reparto principal                        |
| 1999      | Shake, Rattle and Roll: An American Love Story | Allen Kogan                       | Película de televisión                   |
| 2000      | The Outer Limits                               | Zig Fowler / Cliff Unger          | Episodio: "Zig Zag"                      |
| 2001      | Strange Frequency                              |                                   | Episodio: "Time Is on My Side"           |
| 2001      | Bad News Mr. Swanson                           |                                   | Piloto                                   |
| 2002      | Law & Order                                    | John McDowell                     | Episodio: "Access Nation"                |
| 2002      | The Twilight Zone                              | Martin Donnor                     | Episodio: "Future Trade"                 |
| 2002      | Sun Gods                                       |                                   | Piloto                                   |
| 2003-2004 | The Dead Zone                                  | Christopher Wey / Tipo del Futuro | Recurrente                               |
| 2004      | Law & Order: Criminal Intent                   | Mitch Godel                       | Episodio: "Eosphoros"                    |
| 2004      | NCIS                                           | Jeffrey White                     | Episodio: "Chained"                      |
| 2005      | Detective                                      | Brewmaster                        | Película de televisión                   |
| 2005      | Mrs. Harris                                    | George Bolen                      | Película de televisión                   |
| 2005      | Curb Your Enthusiasm                           | Peter Hagen                       | Episodio: "Lewis Needs a Kidney"         |
| 2006      | Where There's a Will                           | Richie Greene                     | Película de televisión                   |
| 2006      | Psych                                          | Robert Dunn                       | Episodio: "Who Ya Gonna Call?"           |
| 2007      | Boston Legal                                   | Frankie Cox                       | Episodio: "Brotherly Love"               |
| 2007      | Ruffian                                        | Bill Nack                         | Película de televisión                   |
| 2007      | House                                          | Robert Elliot                     | Episodio: "Mirror Mirror"                |
| 2008      | Law & Order: Special Victims Unit              | Comandante Naval Grant Marcus     | Episodio: "PTSD"                         |
| 2009      | CSI: Crime Scene Investigation                 | Miles                             | Episodio: "Disarmed and Dangerous"       |
| 2010      | Ugly Betty                                     | Sr. Sparks                        | Episodio: "Blackout!"                    |
| 2010      | Burn Notice                                    | Josh Wagner                       | Episodio: "Breach of Faith"              |
| 2010      | Medium                                         | Gabe Helling                      | Episodio: "Means and Ends"               |
| 2012      | Alcatraz                                       | Oficial Donovan                   | Episodio: "The Ames Brothers"            |
| 2012      | NYC 22                                         | Larry Giles                       | Episodio: "Firebomb"                     |
| 2012-2013 | Blue Bloods                                    | Gary Heller                       | 2 Episodios                              |
| 2013      | Ray Donovan                                    | Van Miller                        | Recurrente                               |
| 2014      | The Blacklist                                  | Karl Hoffman                      | Episodio: "The Good Samaritan"           |
| 2014      | Gotham                                         | Doug                              | Episodio: "Selina Kyle"                  |
| 2015      | Under the Dome                                 | Dr. Marston                       | 3 Episodios                              |
| 2016      | Unforgettable                                  | Jim Garrett                       | Episodio: "We Can Be Heroes"             |
| 2016      | Madoff                                         | Harry Markopolos                  | Reparto principal                        |
| 2016      | Chicago Med                                    | Chuck Gleason                     | Episodio: "Withdrawal"                   |
| 2016-2018 | Marvel's Luke Cage                             | Detective Rafael Scarfe           | Recurrente (T 1). Invitado (T 2)         |
| 2016      | Elementary                                     | Winston Utz                       | Episodio: "To Catch a Predator Predator" |
| 2016      | Divorce                                        | Carson Hodges                     | Episodio: "Gustav"                       |
| 2016      | Empire                                         | Edison Cruz                       | Episodio: "A Furnace for Your Foe"       |
| 2017      | MacGyver                                       | Douglas Bishop                    | Episodio: "Fish Scaler"                  |
| 2017      | Bull                                           | Max Hyland                        | Episodio: "Free Fall"                    |
| 2018      | Gone                                           | Ted                               | Episodio: "Secuestrado"                  |
| 2018      | Sneaky Pete                                    | Duane Harding                     | Episodio: "Inside Out"                   |
| 2018      | Deception                                      | Charles Quaid                     | Episodio: "The Unseen Hand"              |
| 2019      | Jack Ryan                                      | Carl Estes                        | Episodio: “Cargo”                        |
| 2020      | Bull                                           | Ray Peterman                      | Episodio: "Off the Rails"                |

### Como director
1. New York City Serenade (2007)
2. The Jimmy Show (2001)
3. Joe el rey (Joe the King) (1999)
4. Like sunday like rain (2014)

### Como guionista
1. New York City Serenade (2007)
2. The Jimmy Show (2001)
3. Joe el rey (Joe the King) (1999)
4. Chelsea Walls (2001) (intérprete: Remember Me (2001))
5. The Doors (1991) (intérprete: My Wild Love)

### Equipo técnico
1. Chelsea Walls (2001) (cantante: Remember Me)
2. Cafe Society (1995) (cantante: Remind Me)

### Como él mismo
1. Buscando en el otoño a Jackie Paris (2006): él mismo
2. Field of Dreams: Passing Along the Pastime (2004) (V): él mismo
3. The American Experience
4. The Road of Excess (1997) (V): él mismo
5. Cannes Man (1996): él mismo
6. The State

### Imágenes de archivo
1. Pulp Fiction' on a Dime: A 10th Anniversary Retrospect (2004) (TV)
2. You're Still Not Fooling Anybody (1997): él mismo

- Datos: Q240774